# Sebastian Stan
Sebastian Stan (n. 13 august 1982, Constanța, România) este un actor român stabilit în SUA, cunoscut pentru rolul său ca Soldatul Iernii (Bucky Barnes) în Universul Cinematografic Marvel. În 2024, Stan a câștigat Ursul de Argint pentru cea mai bună interpretare în rol principal, pentru A Different Man (2024), urmând ca în ianuarie 2025 să îi fie acordat Premiul Globul de Aur pentru cel mai bun actor (muzical/comedie). 

## Biografie
Sebastian s-a născut în Constanța, România. A fost numit de mama sa, pianista Georgeta Orlovschi, după compozitorul Johann Sebastian Bach. Părinții săi au divorțat când acesta avea doi ani. Când avea opt ani, Sebastian împreună cu mama sa, Georgeta Orlovschi, se stabilesc pentru o vreme în Viena, Austria (unde Georgeta a fost angajată ca pianistă), în urma Revoluției Române din decembrie 1989. La zece ani, Sebastian joacă primul său rol într-un film numit: 71 Fragments of a Chronology of Chance, al regizorului austriac Michael Haneke. După patru ani, se mută în Comitatul Rockland, New York, Statele Unite. "Îmi amintesc seara înainte să ne mutăm acolo, că mi-a fost foarte frică. Îmi făceam un duș așa și plângeam (...) E greu să te muți când ești așa mic (...)". Urmează cursurile școlii particulare Rockland Country Day, unde joacă pentru prima oară în piese de teatru, piese precum: Harvey, Cyrano de Bergerac, Little Shop of Horrors, Over Here și West Side Story. A mai jucat în piese de teatru din cadrul taberei de vară Stagedoor Manor. 
Ulterior, este acceptat la cursurile Facultății de Arte Mason Gross în cadrul Universității Rutgers din New Jersey. Studiază, de asemenea, un an la Shakespeare's Globe Theatre din Londra. Primul contact pe care l-a avut cu lumea filmului a fost de fapt atunci când a lucrat ca ghid: "Primul meu job a fost în cinematografie. Am lucrat la cinema-ul 6 din New York. Eram plasator. Vindeam popcorn. Și mai încolo am lucrat la H&M.
Nu a avut cele mai frumoase experiențe ca actor începător. Ca orice om la început de drum, a întâmpinat destule eșecuri care să-l doboare și care mai încolo să-l facă mai puternic: "Marea majoritate a persoanelor pe care le admir ca actori sunt cei care nu s-au realizat până la vârsta de 30 și ceva de ani. The Mark Ruffalos, the John Hawkeses ai lumii (...) Una dintre cele mai importante audiții ale mele a fost la un director de casting în New York, un om uimitor, căruia nu o să-i zic numele. Am intrat la audiție și stătea la calculator scriind un email. Asistentul era în spatele său. Am salutat, dar nici măcar nu s-a întors către mine. Și spune "Da, poți să începi!". Citesc cu asistentul, iar directorul nu se întoarce nici măcar o dată! Eram în aceeași încăpere și tot continua să scrie la email, în timp ce eu dădeam proba de audiție. Fără pic de milă. (...) Merg la audiții nu ca să primesc neapărat rolul, ci mai mult ca intru în legătură cu directorul de casting, în speranța că poate măcar o să-și amintească de mine data viitoare. (...) Acești ani de început, privind înapoi, pot fi foarte reci și dureroși și plini de suferință, dar e ceva special la ei. Odată ce s-au dus, nu se mai întorc."
Sebastian vorbește fluent engleză și română. Într-una din scenele filmului Captain America: Civil War (Căpitanul America: Războiul Civil), din 2016, i se permite să aibă câteva replici în limba română, scena fiind plasată în București, unde personajul său, James „Bucky” Barnes, cumpără din piață câteva prune. Chiar dacă scena este scurtă și nesemnificativă, actorul a fost recunoscător regizorilor Anthony Russo și Joe Russo.
A vizitat România pentru a doua oară după 1990 cu ocazia festivalului de film American Independent Film Festival în mai 2018, unde a fost organizat și un eveniment caritabil Our Big Day Out, un proiect care vizează ajutarea copiilor din centre de plasament, a vârstnicilor care trăiesc în aziluri de bătrâni sau instituții medico-sociale și a familiilor care trăiesc în condiții precare sau în comunități marginalizate, cauză pe care Sebastian Stan o sprijină în România. Actorul a fost prezent timp de trei zile în cadrul festivalului, unde a vorbit despre filmul independent, I, Tonya în care l-a jucat pe Jeff Gillooly, soțul abuziv al protagonistei, interpretată la rândul ei de faimoasa actriță Margot Robbie.

## Carieră

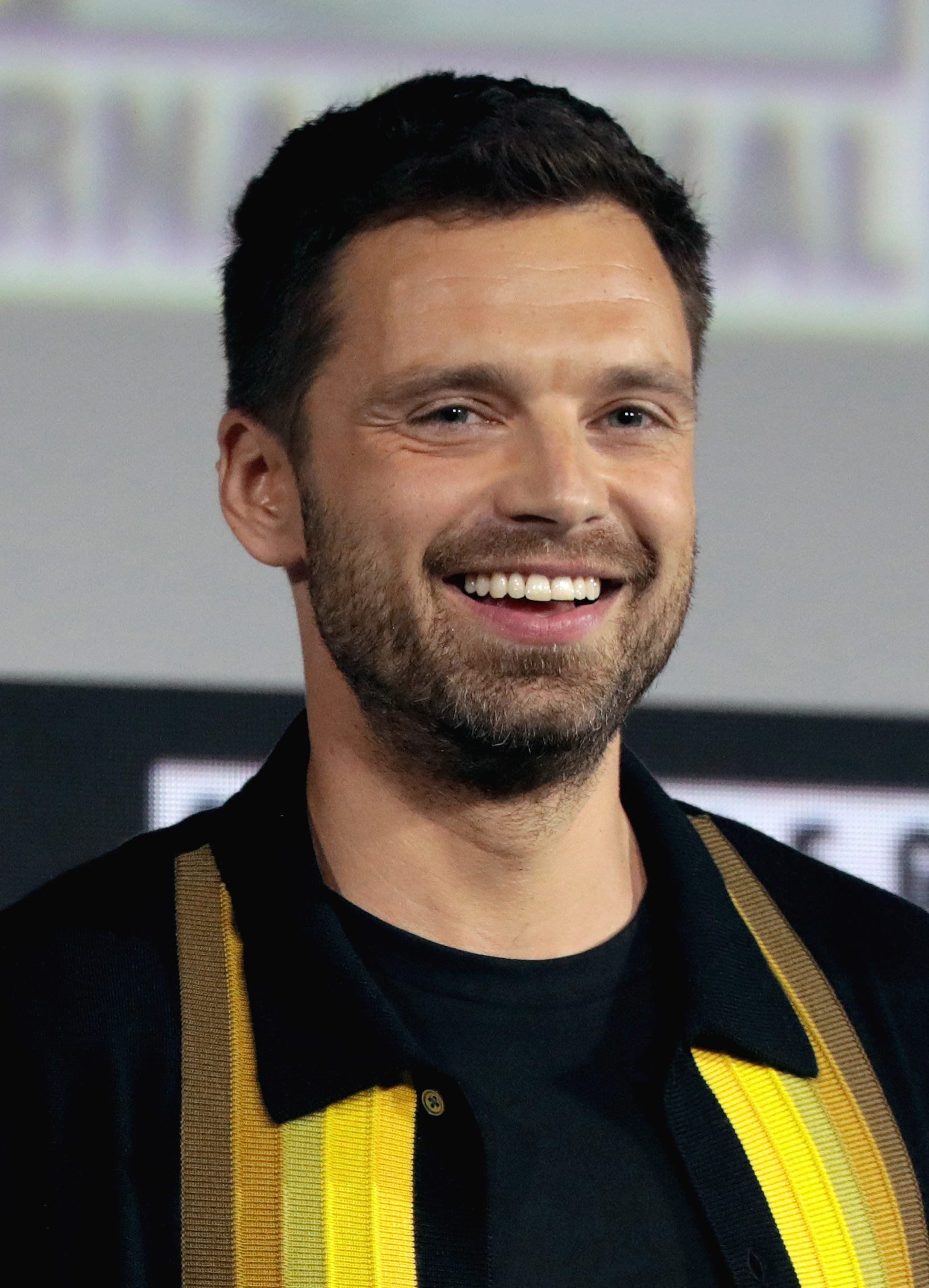
Sebastian Stan, în 2019, la Comic-Con din San Diego

În filmografia lui se regăsesc predominat rolurile de tip secundar. A jucat alături de actori ca: Natalie Portman, Mila Kunis și Vincent Cassel, în filmul Black Swan (2010), Chris Evans, Robert Downey Jr., Scarlett Johansson, Samuel L. Jackson, etc. în trilogia Căpitanul America, de asemena cu Matt Damon în filmul de ficțiune Marțianul (2015) cu șapte nominalizări la Oscar, sau cu Nicole Kidman în Capcana (2018). Pe partea de televiziune, Sebastian și-a dezvoltat simțul actoricesc în seriale precum: Gossip Girl, popular printre adolescenți, Kings, Once Upon a Time, și mini-seria Political Animals. Rolul din Political Animals i-a adus lui Sebastian o nominalizare la Critics' Choice Television Award for Best Supporting Actor in a Movie/Miniseries. Sebastian a mai fost nominalizat pentru „cel mai bun actor în rol secundar” în filmul, I, Tonya!, în cadrul Globurilor de Aur. A lucrat de două ori cu directorul Jonathan Demme, câștigătorul Premiului Academiei Americane de Film, o dată în Rachel Getting Married (2008) și încă o dată în Ricki and the Flash (2015).
Sebastian adesea a jucat roluri de personaj negativ, iar acest fapt îl surprinde: "Nu știu de ce mereu ajung să joc personajele astea bad boy și nu prea înțeleg de ce. Merg pe stradă în New York și mă simt mai degrabă ca un Paul Rudd, dar se pare că nu sunt perceput astfel."
După multe roluri în televiziune și film, incluzând și The Covenant și Gossip Girl, Stan a primit un rol principal în 2009 în seria Kings fiind Prințul Jack Benjamin. În 2010 a apărut în baletul-thriller al lui Darren Aronofsky, Black Swan. Sebastian a început să filmeze și pentru filmul horror The Apparition, în luna februarie a aceluiași an. Filmul a fost lansat în data de 24 august 2012. Stan l-a interpretat pe Blaine, principalul antagonist în Hot Tub Time Machine în martie 2010. În iulie 2011, acesta l-a jucat pe Bucky Barnes în filmul Captain America: The First Avenger, bazat pe personajul din Marvel Comics.
În 2012, el a apărut în thrillerul Gone. The A.V. Club i-a descris munca în Hat Trick, episodul său în premieră, ca fiind excelent și au plasat episodul în lista lor de Cele mai bune 30 episoade din 2012 care nu au reușit să ajungă în top. Sebastian a mai apărut în mini-seria Political Animals, interpretându-l pe fiul tulburat și gay al fostei prime doamne. Acest rol a rezultat ca o nominalizare pentru Critics' Choice Television Award for Best Supporting Actor in a Movie/Miniseries. În 2013, Stan l-a jucat pe Hal Carter în producția Roundabout Theater Company lui William Inge, Picnic, la American Airlines Theater din New York. În 2014, Stan își reia rolul Bucky Barnes în Captain America: The Winter Soldier.
În 2015, Sebastian îl joacă pe Joshua în Ricki and the Flash, și l-a jucat în The Martian pe omul de știință NASA, Dr. Chris Beck. 
În 2016 primește un rol important în blockbuster-ul anului Captain America, Captain America: Civil War (2016) în rolul său deja binecunoscut, James Bucky Barnes (Winter Soldier). În același rol joacă în următoarele filme de mare succes din Universul Cinematic Marvel: Avengers: Infinity War (2018) și Avengers: Endgame (2019). În prezent, Sebastian Stan are un contract semnat pentru 9 filme cu Marvel Studios, din care acesta a jucat în patru filme.
Printre filmele în care a jucat se numără și Logan Lucky (2017), în regia lui Steven Soderbergh, I'm Not Here (2017) alături de J.K. Simmons.

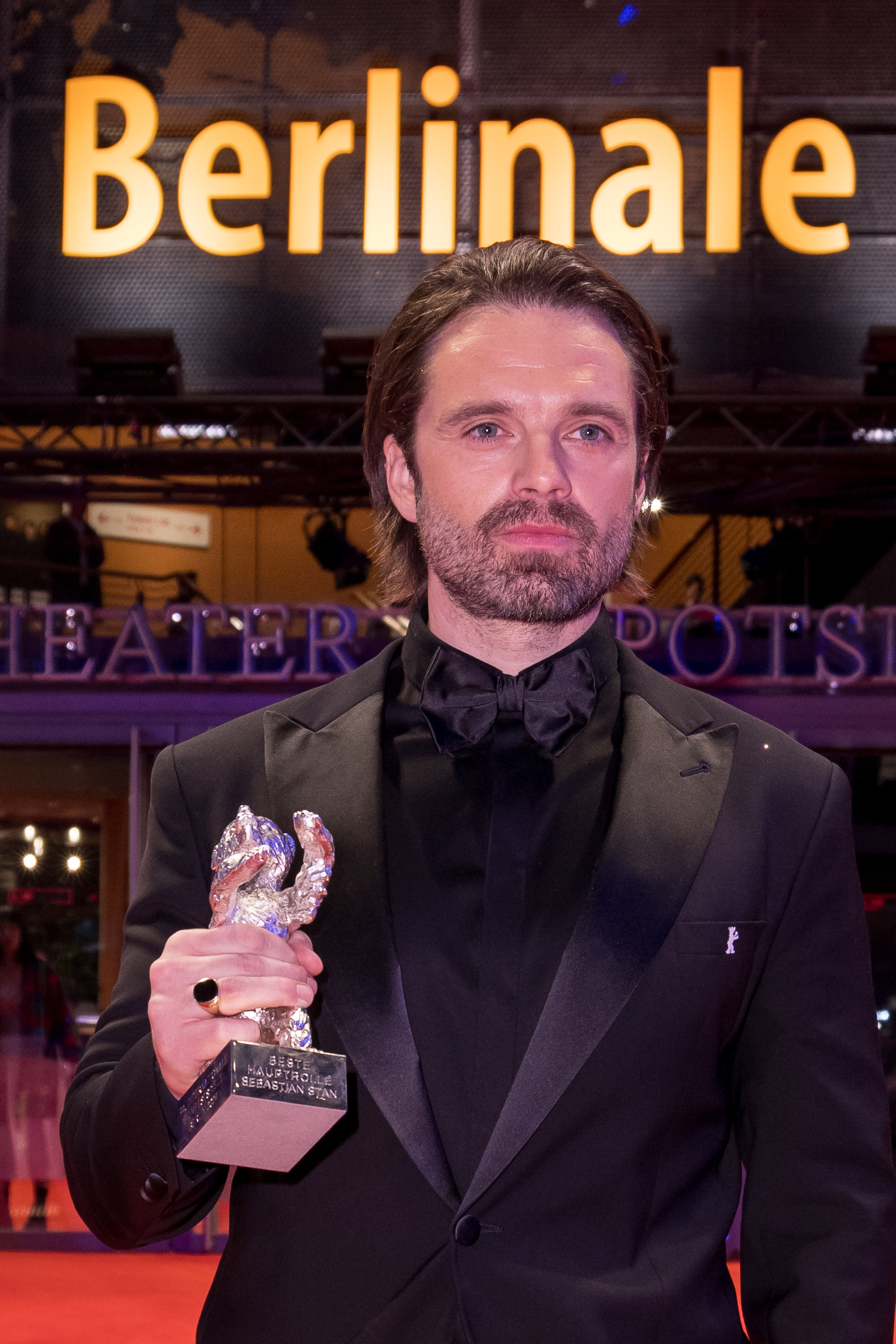
Sebastian Stan cu Ursul de Argint din 2024

Un film important al carierei sale este I, Tonya unde joacă rolul lui Jeff Gillooly, soțul Toniei Harding, rol interpretat de Margot Robbie, un film cu o nominalizare și un premiu Oscar. Joacă alături de Nicole Kidman în drama Capcana / Destroyer (2018). De asemenea, în thrillerul We Have Always Lived In The Castle (2018), unde interpretează rolul lui Charles Blackwood. 
A mai interpretetat rolul anchetatorului Scott Huffman în filmul The Last Full Measure (2019), alături de staruri binecunoscute precum: Samuel L. Jackson, Ed Harris și William Hurt. De asemenea, primește rolul principal în filmul Monday (2019), regizat de Argyris Papadimitropoulos. Joacă un rol de bad boy, personajul Frank, în comedia romantică Endings, Beginnings (2019), alături de Shailene Woodley și Jamie Dornan.
La Globurile de Aur din 2023 Sebastian Stan a fost nominalizat la categoria „cel mai bun actor într-o miniserie” în Pam & Tommy. În 2024 a câștigat trofeul Ursul de Argint pentru cea mai bună interpretare în rol principal în filmul A Different Man, iar în ianuarie 2025, pentru același rol a obținut un Glob de Aur.
În 2024, a interpretat rolul titular din The Apprentice: Povestea originii lui Trump pentru care a fost nominalizat la Globul de Aur, BAFTA și Oscar.

## Viața personală
Din 2022, are o relație cu actrița britanică Annabelle Wallis. 

### Filantropie
Stan sprijină numeroase organizații caritabile, inclusiv Our Big Day Out, o organizație nonprofit din România care ajută la îmbunătățirea calității vieții copiilor. În februarie 2018, el a mulțumit fanilor pe Instagram în numele organizației pentru implicarea în strângerea de fonduri și sensibilizarea opiniei publice.
De asemenea, este asociat cu Ronald McDonald House. În 2020, a participat la primul Virtual Gala al organizației, alături de colegul său din Marvel, Anthony Mackie. Alte organizații caritabile susținute de Stan includ Dramatic Need și Save the Children.

## Filmografie
| An   | Titlu                                  | Rol                           | Note |
| ---- | -------------------------------------- | ----------------------------- | --- |
| 1994 | 71 Fragments of a Chronology of Chance | Copilul de la metrou          | |
| 2004 | Tony n' Tina's Wedding                 | Johnny                        | |
| 2005 | Red Doors                              | Simon                         | |
| 2006 | The Architect                          | Martin Waters                 | |
| 2006 | The Covenant                           | Chase Collins                 | |
| 2007 | The Education of Charlie Banks         | Leo                           | |
| 2008 | Rachel Getting Married                 | Walter                        | |
| 2009 | Playboy de L.A.                        | Harry                         | |
| 2010 | Hot Tub Time Machine                   | Blaine                        | |
| 2010 | Lebăda neagră                          | Andrew                        | |
| 2011 | Captain America: The First Avenger     | James Buchanan "Bucky" Barnes | |
| 2012 | Gone                                   | Billy                         | |
| 2012 | The Apparition                         | Ben                           | |
| 2014 | Captain America: The Winter Soldier    | Bucky Barnes / Winter Soldier | Nominalizat la MTV Movie Award for Best Fight |
| 2015 | The Bronze                             | Lance Tucker                  | |
| 2015 | Ant-Man                                | Bucky Barnes / Winter Soldier | Scene post-titre; cameo |
| 2015 | Ricki and the Flash                    | Joshua                        | |
| 2015 | Marțianul                              | Dr. Chris Beck                | |
| 2016 | Captain America: Civil War             | Bucky Barnes / Winter Soldier | Nominalizat la Kids' Choice Award for #SQUAD Nominalizat la Teen Choice Award for Choice Movie: Chemistry                                                                                            |
| 2017 | Logan Lucky                            | Dayton White                  | |
| 2017 | I, Tonya                               | Jeff Gillooly                 | Hollywood Film Award for Ensemble of the Year Nominalizat la Florida Film Critics Circle Award for Best Ensemble Nominalizat la Indiana Film Journalists Association Award for Best Supporting Actor |
| 2017 | I'm Not Here                           | Steve                         | |
| 2018 | Black Panther                          | Bucky Barnes / Winter Soldier | Scene post-titre; cameo |
| 2018 | Avengers: Infinity War                 | Bucky Barnes / Winter Soldier | |
| 2018 | Destroyer                              | Chris                         | |
| 2018 | We Have Always Lived in the Castel     | Charles Blackwood             | |
| 2019 | The Last Full Measure                  | Scott Huffman                 | |
| 2019 | Avengers: Endgame                      | Bucky Barnes / Winter Soldier | |
| 2019 | Moday                                  | Mickey                        | |
| 2019 | Endings, Beginnings                    | Frank                         | |

| An      | Titlu                             | Rol                           | Note |
| ------- | --------------------------------- | ----------------------------- | --- |
| 2003    | Law & Order                       | Justin Capshaw                | Episodul: "Sheltered" |
| 2007–10 | Gossip Girl                       | Carter Baizen                 | 11 episoade |
| 2009    | Kings                             | Jonathan "Jack" Benjamin      | Distribuția principală , 12 episoade |
| 2012    | Once Upon a Time                  | The Mad Hatter/Jefferson      | 6 episoade |
| 2012    | Political Animals                 | Thomas "T.J." Hammond         | Miniserial; 6 episoade Nominalizat la Critics' Choice Television Award for Best Supporting Actor in a Movie/Miniseries Nominalizat la Gold Derby Award for TV Movie/Mini Supporting Actor Nominalizat la Online Film & Television Association Award for Best Supporting Actor in a Motion Picture or Miniseries |
| 2012    | Labyrinth                         | Will Franklin                 | Miniserial; 2 episoade |
| 2017    | I'm Dying Up Here                 | Clay Appuzzo                  | Episod: "Pilot" |
| 2021    | The Falcon and the Winter Soldier | Bucky Barnes / Winter Soldier | Rol principal; Miniserial; 6 episoade |

| An   | Titlu                          | Rol                  | Note |
| ---- | ------------------------------ | -------------------- | ---- |
| 2011 | Captain America: Super Soldier | James "Bucky" Barnes | Voce |